# Podomyrma delbrueckii
Podomyrma delbrueckii é uma espécie de formiga do gênero Podomyrma, pertencente à subfamília Myrmicinae.